# Un temps pour la guerre
Un temps pour la guerre est un roman de science-fiction de Frank Dartal, paru en 1987.

## Résumé
Druart, alias porte-poisse, et son chef, Alan Kern sont sur le front de Normandie dans la nuit du 6 au 7 juin 1944. Druart se tord le pied alors qu’ils se mettent à couvert d’une patrouille de soldats allemands. Ils ont pour mission de détruire un pont. Soudain une voix retentit, il s’agit de celle d’un vieillard qui apparaît non-loin d’eux. Il est apparu grâce à une machine à voyager dans le temps, le kronoscaphe, commandée par un ordinateur de bord, Azor. 
Druart blessé est laissé en arrière pendant que le vieillard emmène Kern sous le pont déposer ses explosifs grâce à sa machine étrange. Il lui apprend ensuite que Druart est mort et méconnaissable avec sur lui les papiers de Kern, lui permettant de passer pour mort, ce qui tombe bien puisque le vieillard est Kern dans le futur. Il indique à Kern jeune une maison à occuper en attendant son retour. 
Mais au réveil, la propriétaire des lieux, Alicia Chrysis se trouve à son chevet et pointe son propre revolver sur lui. Elle lui donne l’ordre de partir. Mais se ravise lorsque des soldats allemands arrivent et elle le fait alors passer pour son jardinier. Kern vieux réapparaît et lui confie des explosifs à placer dans la maison d’Alicia qui sera occupée quelques jours plus tard par la Gestapo. 
Il couche avec Alicia mais découvre qu’elle est de mèche avec la Gestapo, et est une adoratrice d’Hitler. Kern le vieux apprend à Kern le jeune à piloter le kronoscaphe. Il l’invite à voyager dans le passé où il sauve la vie d’une jeune garçon, qui n’est autre que lui-même. Le vieux Kern l’invite à sauver Alicia de l’explosion de sa maison qui doit avoir lieu, mais cela ne réussit pas. Alors le vieux Kern lui-même tente sa chance. Mais le kronoscaphe revient seul et le jeune Kern est invité par l'appareil à retrouver un certain Jean Pradier. Le kronoscaphe l’emmène ainsi dans une ancienne cave de Templier en 1936, où il reçoit la mission d'éliminer Hilter. Pour cela, un membre de l’Organisation lui implante les souvenir d’un officier de renseignement allemand, Franz Kruger. Ensuite, le kronoscaphe le dépose en Pologne où il se fait passer pour Franz Kruger, notamment auprès du Baron von Stahl, de sa fille Elsie et de son fils qui a connu Franz plus tôt. Ils font route ensemble vers la résidence du Gauleiter Greiser qui donne une réception. Mais Kern, alias Franz Kruger le rencontre officieusement. Il lui transmet des nouvelles du front russe qui laisse percevoir la défaite prochaine de l’Allemagne. De passage à Poznań pour récupérer des affaires de Kruger pour parfaire le remplacement de personnage, il apprend de la bouche de Wlad, le chauffeur des Stahl qu’un de ses amis se fait torturer chez lui par la Gestapo. 
Kern intervient et élimine les deux membres de la police. Quelques jours plus tard, alors qu’il a réussi à sortir Elsie de son destin funeste, il arrive à Berlin. Grâce à un guet-apens bien ficelé, il parvient à tuer le Führer qui s’est fait remplacer par son double. Le kronoscaphe l’emmène ensuite avec Elsie vers sa base dans le futur.